# Андрес Чавес
Андрес Чавес (ісп. Andrés Chávez, нар. 21 березня 1991, Сальто) — аргентинський футболіст, нападник чилійського клубу «Кокімбо Унідо».
Чемпіон Аргентини. 

## Ігрова кар'єра
Народився 21 березня 1991 року в місті Сальто. Вихованець футбольної школи клубу «Банфілд». Дорослу футбольну кар'єру розпочав 2010 року в основній команді того ж клубу, в якій провів чотири сезони, взявши участь у 93 матчах чемпіонату.  Більшість часу, проведеного у складі «Банфілда», був основним гравцем атакувальної ланки команди і одним із її головних бомбардирів, маючи середню результативність на рівні 0,37 гола за гру першості.
2014 року за еквівалент 1,85 міліона євро перебрався до «Бока Хуніорс», у складі якого особливої результативності не демонстрував, і за два роки був відданий в оренду до бразильського «Сан-Паулу».
Сезон 2017/18 провів у грецькому «Панатінаїкосі», де не закріпився, і повернувся на батьківщину, ставши гравцем «Уракана».
На початку 2020-х грав на Кіпрі за АЕЛ, у болівійському «Хорхе Вільстерман», за рідний  «Банфілд», а також у складі узбецького «Насафа».
У січні 2024 року приєднався до чилійського «Кокімбо Унідо».

## Титули і досягнення
- Чемпіон Аргентини (1):

«Бока Хуніорс»: 2015